# Vlag van Macedonië (Griekenland)

Vlag van Grieks-Macedonië

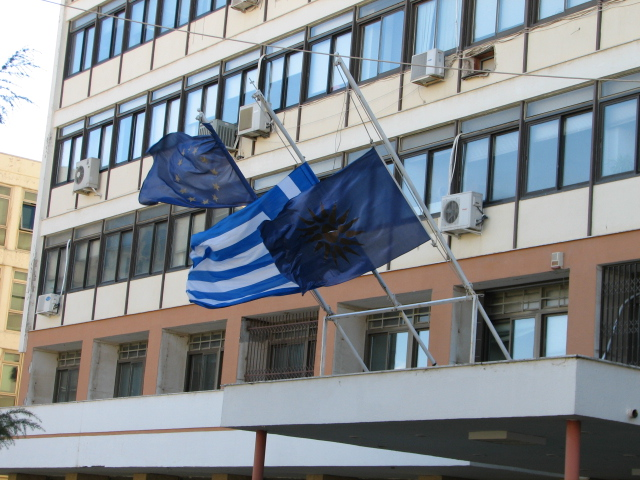
Wapperende Europese, Griekse en Grieks-Macedonische vlaggen, Kozani-departementsgebouw

De vlag van Grieks-Macedonië (Grieks: Σημαία της Μακεδονίας, Simea tis Makedonias) heeft een blauw veld met in het midden de Zon van Vergina, die zestien stralen heeft. Deze zon was een symbool van de vorsten van het Macedonische Rijk, waaronder Alexander de Grote. De vlag heeft geen officiële status: de vlag van Griekenland is de officiële vlag.

## De rol van de Macedonische vlag in de relaties met Noord-Macedonië
De Zon van Vergina wordt door de Grieken gezien als een antiek-Grieks symbool.  
De ten noorden van Grieks-Macedonië gelegen Noord-Macedonië nam na het verkrijgen van de onafhankelijkheid in 1992 een vlag aan die sterk op de huidige Grieks-Macedonische vlag leek. Griekenland protesteerde vanwege het Griekse karakter van het antieke Macedonië heftig tegen deze Noord-Macedonische vlag; het gebruik ervan werd door Griekenland gezien als een Noord-Macedonische claim op de historische regio Macedonië.

Vlag van Noord-Macedonië, 1992-1995

Dit past in het bredere dispuut tussen Griekenland en Noord-Macedonië, waarbij Griekenland niet wil dat Macedonië zo genoemd wordt en beide landen met de successen van het Macedonische Rijk pronken.
Het conflict over de vlag leidde zowel in Griekenland als in Noord-Macedonië tot de productie van propagandistische boeken en gebruiksvoorwerpen, zoals massale hoeveelheden kalenders, stickers en asbakken met de Grieks-Macedonische vlag en Griekse souvenirs met het opschrift "Macedonië is Grieks".
In februari 1993 legde het Griekse parlement de Zon van Vergina vast als een Grieks symbool. Griekenland legde in 1995 een claim neer bij de Wereldorganisatie Intellectuele Eigendom (WIPO) op het alleenrecht op het gebruik van de Zon van Vergina.